# Mark Hudson
Mark Jeffery Anthony Hudson (Portland, 23 de agosto de 1951) é um músico, compositor e produtor musical estadunidense. Começando sua carreira na década de 1970 como integrante do The Hudson Brothers, Hudson atingiu proeminência como compositor e produtor musical, trabalhando com uma grande variedade de artistas como Ringo Starr, Aerosmith, Ozzy Osbourne, Harry Nilsson, entre outros.
Em 2005, Hudson produziu uma nova versão da canção "Tears in Heaven", de Eric Clapton, como single de caridade às vítimas do sismo e tsunami do Oceano Índico de 2004. Os fundos arrecadados foram doados para a organização Save the Children. Entre os artistas recrutados por Hudson estavam: Elton John, Rod Stewart, Steven Tyler, Ozzy Osbourne, Phil Collins, Ringo Starr, Gavin Rossdale, Paul Santo, Gwen Stefani, Mary J. Blige, Pink, Kelly Osbourne, Katie Melua, Josh Groban, Andrea Bocelli, Velvet Revolver e Robert Downey Jr..
Hudson co-escreveu a canção "Livin' on the Edge", do Aerosmith, que venceu o Grammy Award para Best Rock Performance by a Duo or Group with Vocal em 1993, e é creditado como co-autor em doze canções da banda. Ele produziu o álbum Just Push Play, sendo co-compositor em seis das vinte faixas.
Durante dez anos, começando em 1998, Hudson foi o principal parceiro de Ringo Starr em sua carreira solo, produzindo todos os álbuns nesse período e compondo várias canções. Os dois fundaram em 2003 a gravadora Pumkinhead Records com a intenção de lançar novos artistas. A distribuição do selo era feita pela EMI.
Hudson nasceu em Portland, Estados Unidos, e tem ascendência italiana por parte de sua mãe. Ele é irmão dos músicos Bill Hudson e Brett Hudson, pai da cantora Sarah Hudson e tio dos atores Kate Hudson e Oliver Hudson.